# リードケミカル
リードケミカル株式会社は、富山県富山市に所在する医薬品メーカーである。

## 沿革
1969年6月23日に設立し、救急絆創膏の製造を開始。1988年に世界で初めて経皮吸収型貼付剤の製剤化に成功し、それを用いた貼付剤である非ステロイド性鎮痛消炎剤『アドフィード』を市販化した。
その後、鎮痛・消炎の経口薬『ロキソニン』の経皮吸収型製剤が開発され、2006年にパップ剤、2008年にテープ剤を順次市販化され、2016年にはスイッチOTCによる一般用『ロキソニン』シリーズのテープ剤やパップ剤も製造されるようになった（医療用は第一三共、一般用は第一三共ヘルスケアからそれぞれ発売されている）。

## 事業所
- 本社（富山県富山市神通本町1-1-19　いちご富山駅西ビル2階[3]）

日俣の旧本社から本社機能を一部移転し、2019年9月4日に業務開始。
- リサーチセンター（富山県富山市日俣77-3）[1][3]

2021年10月31日竣工（令和5年度〔第54回〕富山県建築文化賞建築賞入選）
- 日俣工場（富山県富山市日俣77ｰ3）[1][3]

1979年竣工。
- 久金工場（富山県中新川郡上市町久金327）

久金工業団地内の25,056m2の敷地にて1994年1月17日に鉄筋鉄骨一部5階建て延床5,676m2の工場として竣工。2011年7月には東工場（一部3階建て延床面積約16,000m2）が完成し、試運転を経て2012年2月から本格稼働開始
- 東京事務所（東京都中央区日本橋茅場町1-10-5 エスエフ茅場町ビル7階）[1][3]）